# NGC 3795A
NGC 3795A is een spiraalvormig sterrenstelsel in het sterrenbeeld Grote Beer. Het hemelobject werd op 18 maart 1790 ontdekt door de Duits-Britse astronoom William Herschel.

## Synoniemen
- UGC 6616
- MCG 10-17-35
- ZWG 292.15
- PGC 36137